# Le Bény-Bocage
Le Bény-Bocage je naselje in občina v severozahodnem francoskem departmaju Calvados regije Normandija. Leta 2006 je naselje imelo 941 prebivalce.

## Geografija
Kraj se nahaja v pokrajini Bessin ob rečici Ruisseau des Haises, 13 km severovzhodno od Vira.

## Uprava
Le Bény-Bocage je sedež istoimenskega kantona, v katerega so poleg njegove vključene še občine Beaulieu, Bures-les-Monts, Campeaux, Carville, Étouvy, La Ferrière-Harang, La Graverie, Malloué, Montamy, Mont-Bertrand, Montchauvet, Le Reculey, Saint-Denis-Maisoncelles, Sainte-Marie-Laumont, Saint-Martin-des-Besaces, Saint-Martin-Don, Saint-Ouen-des-Besaces, Saint-Pierre-Tarentaine in Le Tourneur s 7.979 prebivalci.
Kanton Bény-Bocage je sestavni del okrožja Vire.

## Zanimivosti
- cerkev sv. Honorine iz 17. stoletja;

## Pobratena mesta
- Krzywin (Zahodnopomorjansko vojvodstvo, Poljska);